# DNAJB13
DNAJB13 (англ. DnaJ heat shock protein family (Hsp40) member B13) – білок, який кодується однойменним геном, розташованим у людей на 11-й хромосомі. Довжина поліпептидного ланцюга білка становить 316 амінокислот, а молекулярна маса — 36 118.
| 10         |  | 20         |  | 30         |  | 40         |  | 50         |
| ---------- |  | ---------- |  | ---------- |  | ---------- |  | ---------- |
| MGQDYYSVLG |  | ITRNSEDAQI |  | KQAYRRLALK |  | HHPLKSNEPS |  | SAEIFRQIAE |
| AYDVLSDPMK |  | RGIYDKFGEE |  | GLKGGIPLEF |  | GSQTPWTTGY |  | VFHGKPEKVF |
| HEFFGGNNPF |  | SEFFDAEGSE |  | VDLNFGGLQG |  | RGVKKQDPQV |  | ERDLYLSLED |
| LFFGCTKKIK |  | ISRRVLNEDG |  | YSSTIKDKIL |  | TIDVKPGWRQ |  | GTRITFEKEG |
| DQGPNIIPAD |  | IIFIVKEKLH |  | PRFRRENDNL |  | FFVNPIPLGK |  | ALTCCTVEVR |
| TLDDRLLNIP |  | INDIIHPKYF |  | KKVPGEGMPL |  | PEDPTKKGDL |  | FIFFDIQFPT |
| RLTPQKKQML |  | RQALLT     |  |            |  |            |  |            |

A: Аланін

C: Цистеїн

D: Аспарагінова кислота

E: Глутамінова кислота

F: Фенілаланін

G: Гліцин

H: Гістидин

I: Ізолейцин

K: Лізин

L: Лейцин

M: Метіонін

N: Аспарагін

P: Пролін

Q: Глутамін

R: Аргінін

S: Серин

T: Треонін

V: Валін

W: Триптофан

Кодований геном білок за функцією належить до шаперонів. 
Задіяний у таких біологічних процесах, як біогенез та деградація війок, альтернативний сплайсинг. 
Локалізований у клітинних відростках, війках.